# (14057) Manfredstoll
(14057) Manfredstoll est un astéroïde de la ceinture principale.

## Description
(14057) Manfredstoll est un astéroïde de la ceinture principale. Il fut découvert le 15 janvier 1996 à Linz par Erich Meyer et Erwin Obermair. Il présente une orbite caractérisée par un demi-grand axe de 2,43 UA, une excentricité de 0,13 et une inclinaison de 2,1° par rapport à l'écliptique.

## Compléments